# Parafia św. Stanisława Biskupa w Miedzichowie
Parafia Świętego Stanisława Biskupa w Miedzichowie – rzymskokatolicka parafia w Miedzichowie, należy do dekanatu lwóweckiego. Powstała w 1927. Mieści się przy ulicy Poznańskiej. Obecny kościół parafialny został zbudowany w roku 1907, jako świątynia protestancka, ewangelicko-augsburska i taki był jej charakter do roku 1945. Pierwszym posługującym kapłanem był ks. Stanisław Tischer. Jego posługa została tragicznie przerwana na skutek aresztowania i pobytu w obozie w Dachau, skąd powrócił w 1945 roku, aby już jako proboszcz swoją misję kontynuować przez pięć kolejnych lat. Polski kościół został rozebrany jeszcze w czasie wojny. Z dawnej świątyni udało się uratować ołtarz, który dziś usytuowany jest w nawie bocznej, pod obrazem Matki Boskiej Częstochowskiej – namalowanym na prośbę ks. Stanisława Tischera w podziękowaniu za ocalenie życia w obozie w Dachau. Parafia Świętego Stanisława Biskupa i Męczennika w Miedzichowie jest najdalej na zachód wysuniętą parafią archidiecezji poznańskiej. Jej pograniczny charakter utrzymuje się jeszcze od czasów przedwojennych, kiedy to Miedzichowo było wsią nadgraniczną. Granica polsko-niemiecka przebiegała w oddalonym o siedem kilometrów Trzcielu. Z tego powodu parafia zarządza cmentarzem znajdującum się dziś w Trzcielu, przy ul. Granicznej.
W skład parafii wchodzą następujące wsie: Miedzichowo, Leśny Folwark, Lubień, Łęczno, Nowy Młyn, Prądówka, Sępolno, Stary Folwark, Szklarka Trzcielska, Toczeń, Trzciel-Odbudowa, Zachodzko, Zawada.